# Dengue Fever
Pour la maladie, voir Dengue.
Dengue Fever est un groupe américain de rock, originaire de Los Angeles, en Californie. Leur style musical est un mélange de pop cambodgienne et de rock psychédélique.

## Historique
Le groupe est formé en 2001 par Ethan Holtzman, et son frère Zac, dont l'inspiration est venue après un voyage au Cambodge. Ethan et Zac étaient à la recherche d'une chanteuse en langue khmer. Chhom Nimol est repérée au Little Phnom Penh, une boîte de nuit à Long Beach. Bien qu'étant une chanteuse de karaoke déjà connue au Cambodge, elle décide de déménager aux États-Unis après avoir effectué une visite chez sa sœur. Elle pense que c'était une chance pour elle de gagner plus d'argent afin d'en envoyer à sa famille. Zac est chanteur et guitariste, anciennement avec Dieselhed, pendant qu'Ethan joue de l'orgue Farfisa. Le bassiste Senon Williams joue chez les Radar Bros jusqu'en janvier 2009, le batteur Paul Smith, et David Ralicke aux cuivres.
En 2011, le groupe publie l'album Cannibal Courtship, qui incorpore des éléments cambodgiens bien connus. Leur cinquième album, The Deepest Lake, est publié en 2015, et est noté pour incorporer des éléments allant vers le girl group pop, surf music, jazz, les rythmes africains, et autres styles tout en maintenant son rock psychédélique cambodgien. En 2017, Dengue Fever embarque dans sa plus longue tournée américaine aux côtés de Tinariwen.

## Discographie
- 2003 : Dengue Fever
- 2005 : Dengue Fever EP (EP)
- 2005 : Escape from Dragon House
- 2006 : Sip Off the Mekong (EP)
- 2008 : Venus on Earth
- 2009 : Sleepwalking in the Mekong (OST)
- 2009 : In the Ley Lines
- 2011 : Cannibal Courtship
- 2013 : Girl From the North (EP)
- 2015 : The Deepest Lake